# Холкар

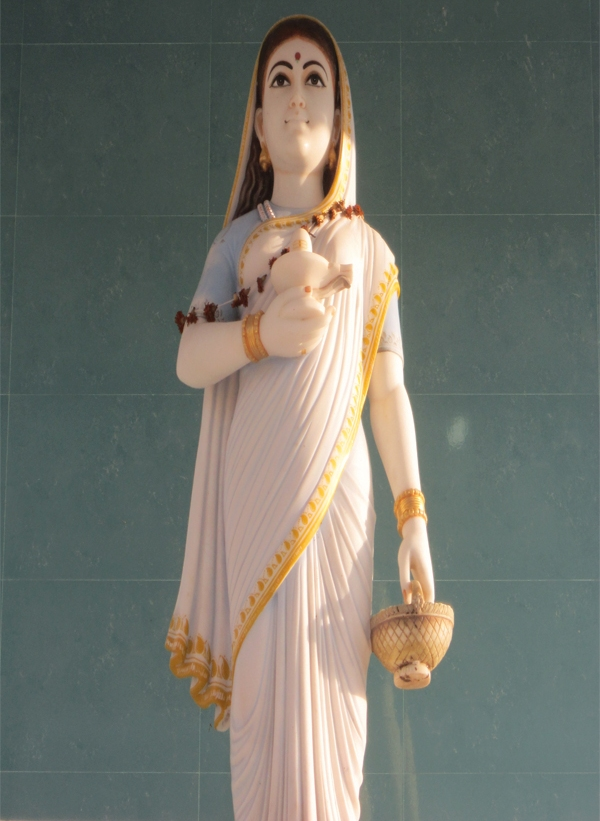
Ахильябай Холкар, правившая в 1767—1795 годах и почитающаяся после смерти как святая

Холкар (маратхи होळकर) — маратхский клан, из которого вышли известные полководцы и раджи.
Основателем клана считается Малхар Рао, который в 1721 году поступил на службу к пешве, и быстро продвинулся до субедара. Он сыграл большую роль в укреплении маратхского владычества в Индии, и был пожалован наследственными землями; своей резиденцией он сделал Махешвар. Его потомки играли важную роль в жизни маратхов, и когда в конце XIX века из-за проблем с наследованием у покойного пешвы начался правительственный кризис — Яшвант Рао Холкар попытался получить власть над всеми маратхами. В итоге пешва Баджи Рао II, отчаявшись сохранить независимость, бежал из Пуны через горы к побережью, обратившись за помощью к британцам. В 1802 году он подписал с британцами Бассейнский договор, по условиям которого в обмен на военную помощь отдал в руки Ост-Индской Компании всю внешнюю политику маратхского государства, а также пошёл на территориальные уступки. Кланы Шинде и Холкар не признали этого договора, что привело к второй англо-маратхской войне.
В 1817 году началась третья англо-маратхская война, которую маратхи проиграли. 6 января 1818 года Холкарам пришлось подписать в Мандесваре договор, в соответствии с которым все внешние сношения они могли осуществлять только через британцев, и к ним назначался британский резидент; местопребыванием как холкарского раджи, так и резидента был назначен город Индаур — так образовалось туземное княжество Индаур.
После раздела Британской Индии махараджа Яшвант Рао II Холкар подписал договор, в соответствии с которым княжество Индаур стало частью Индийского Союза, а сам он перестал быть правителем. Представители рода Холкар до сих пор живут в Индии; в частности, к ним относятся киноактёр Виджраендра Гхатге (его мать была дочерью махараджи Тукоджи Рао III Холкара, правившего княжеством Индаур в 1903—1926 годах) и его дочь актриса Сагарика Гхатге.